# Corioxenidae
Corioxenidae es una familia de insectos en el orden Strepsiptera. Las especies de esta familia son parásitos de heterópteros incluidos Pentatomidae, Scutelleridae, Cydnidae, Coreidae y Lygaeidae. Los machos no poseen mandíbulas. Existen tres subfamilias reconocidas, las subfamilias están organizadas de acuerdo a la morfología de los machos, especialmente en cuanto al número de segmentos del tarso y la presencia de garras tarsales.

## Subfamilias y géneros
- Corioxeninae Kinzelbach, 1970 
  - Corioxenos Blair, 1936
  - Floridoxenos Kathirithamby and Peck, 1994
  - Loania Kinzelbach, 1970
  - Perissozocera Johnson, 1976
  - Australoxenos Kathirithamby, 1990
  - Blissoxenos Miyamoto & Kifune, 1984
  - Malayaxenos Kifune, 1981
  - Mufagaa Kinzelbach, 1980
  - Viridipromontorius Luna de Carvalho, 1985
- Triozocerinae Kinzelbach, 1970
  - Triozocera Pierce, 1909
  - Dundoxenos Luna de Carvalho, 1956
- Uniclavinae Kathirithamby, 1989
  - Uniclavus Kathirithamby, 1989
  - Proceroxenos Pohl, Katbeh-Bader & Schneider, 1996